# Katsuyuki Kawachi
Katsuyuki Kawachi (河内 勝幸 Kawachi Katsuyuki?,  nacido el 27 de abril de 1955 en Hiroshima) es un exfutbolista japonés que se desempeñaba como centrocampista.
En 1979, Kawachi jugó 3 veces para la Selección de fútbol de Japón.

## Trayectoria

### Clubes
| Club  | País  | Año         |
| ----- | ----- | ----------- |
| Mazda | Japón | 1978 - 1987 |

### Selección nacional
| Selección | País  | Año  |
| --------- | ----- | ---- |
| Absoluta  | Japón | 1979 |

## Estadística de equipo nacional
| Selección de Japón | Selección de Japón | Selección de Japón |
| Año                | Part.              | Goles              |
| ------------------ | ------------------ | ------------------ |
| 1979               | 3                  | 0                  |
| Total              | 3                  | 0                  |